# 실린더 (화기)

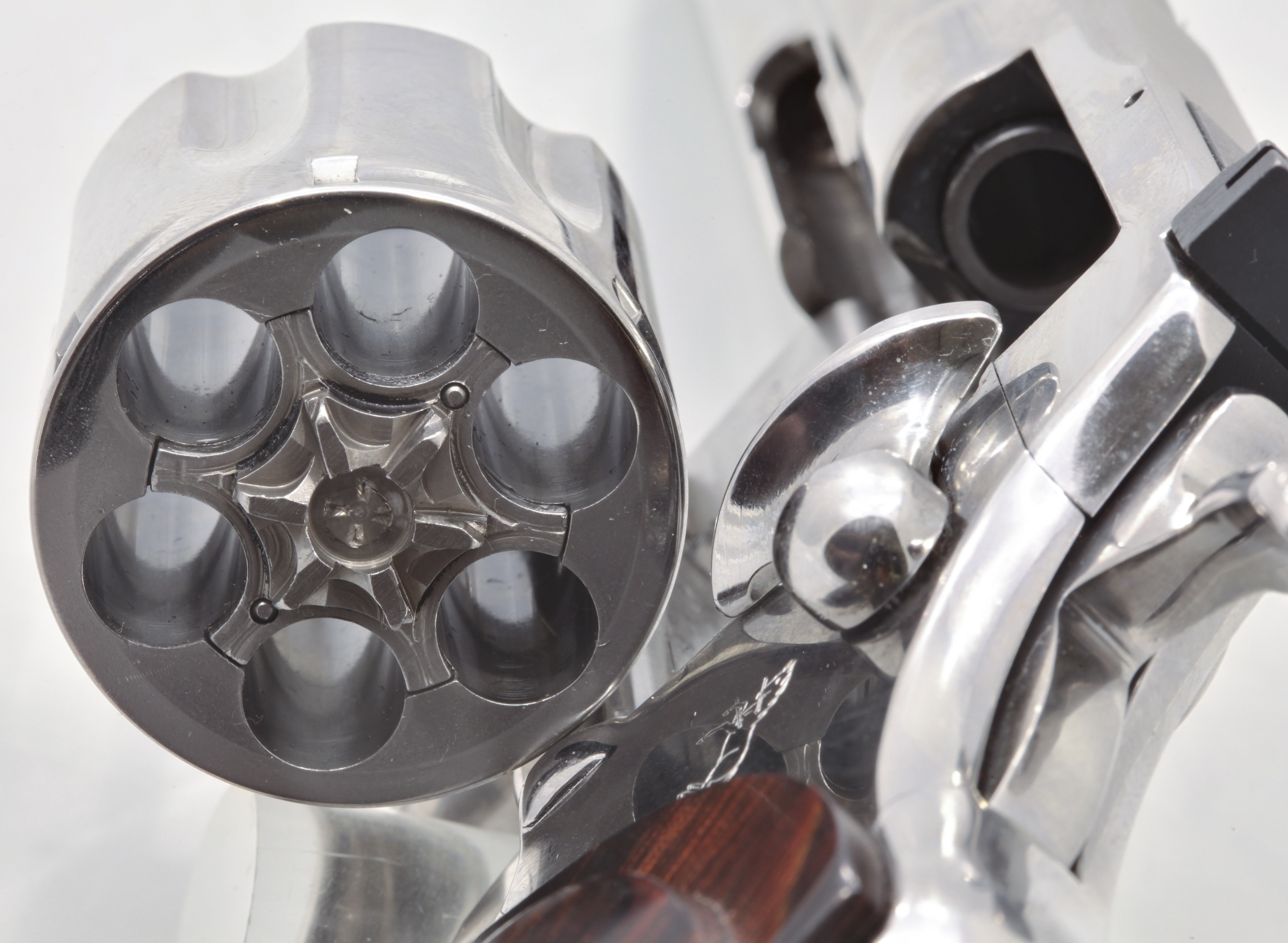
콜트 파이썬의 실린더에 6개의 약실이 보인다.

실린더(cylinder)는 리볼버 권총에서 사용되는 여러 개의 약실로 구성된 부품을 말한다. 총기에서 실린더는 여러 개의 챔버가 포함된 리볼버의 원통형 회전 부분이며 각 챔버에는 단일 카트리지를 보관할 수 있다. 실린더는 리볼버의 작동으로 중심축을 중심으로 회전(회전)하여 반복 발사를 위해 각 개별 챔버를 배럴 보어와 순차적으로 정렬한다. 총이 장전될 때마다 실린더는 한 챔버씩 인덱싱된다(5챔버는 72°, 6챔버는 60°, 7챔버는 51.43°, 8챔버는 45°, 9개 챔버의 경우 40°, 10개 챔버의 경우 36°). 회전 탄창과 동일한 기능을 수행하는 실린더는 리볼버 내에 탄약을 저장하고 재장전하기 전에 여러 번 발사할 수 있다.
일반적으로 리볼버 실린더는 일반적으로 6개의 탄약통을 수용하도록 설계되었지만(따라서 리볼버는 때때로 6총 또는 6연발이라고도 함) 스미스 앤 웨슨 모델 638과 같은 일부 소형 프레임 숨김형 리볼버에는 5발 실린더가 있다. 전체 크기가 더 작고 사용 가능한 공간이 제한되어 있다. 나강 M1895 리볼버에는 7발 실린더가 있고 웨블리-포스베리 자동 리볼버에는 .38 ACP의 8발 실린더가 있으며 르매트 리볼버에는 9발 실린더가 있으며 스미스 앤 웨슨 모델 617에는 .22 장총의 실린더 10발 실린더가 있다.
원칙적으로 실린더는 총기에서 분리되도록 설계되지 않았다(청소 및 유지 관리 제외). 빠른 재장전은 대신 스피드 로더나 달 클립을 사용하여 촉진된다. 단, 이러한 방법은 탑브레이크 및 스윙아웃 실린더 리볼버에서만 작동한다. 고정 실린더가 있는 리볼버는 한 번에 한 챔버씩 장전 및 장전 해제되어야 한다.

## 같이 보기
- 리볼버
- 탄창